# المئوي الذي هبط من النافذة واختفى
المئوي الذي هبط من النافذة واختفى (بالسويدية: Hundraåringen som klev ut genom fönstret och försvann) هي رواية من نوع الكوميديا السوداء ألّفها الكاتب السويدي يوناس يوناسون سنة 2009. وصدرت الترجمة العربية للرواية سنة 2013، عن دار المنى في السويد، وترجمها المترجم الأردني علاء الدين أبو زينة.
حققت الرواية أرقام مبيعات وضعتها بين أكثر الكتب مبيعًا في السويد وفي مختلف أسواق الكتب العالمية، بعد ظهورها مترجمة إلى لغات مختلفة.
سنة 2013، تم إنتاج فيلم بنفس العنوان مقتبس من الرواية.

## الحبكة
تبدأ الرواية بقرار بطلها، ألَن كارلسون، الهرب من بيت المسنين الذي يقيم فيه في نفس يوم عيد ميلاده المئة. ومنذ اللحظة التي يهبط منها من نافذة غرفته تبدأ سلسلة من الأحداث الغريبة والمثيرة، حيث يلتقي بأشخاص طريفين، ويشتبك مع رجال عصابات وشرطة غير أكفياء. لكنّ خط قصّ آخر يواكب الحدث الراهن الغنيّ في حد ذاته، ويتعقب حياة ألَن كارلسون طوال المائة عام التي عاشها قبل أن ينتهي به المطاف إلى بيت المسنين. وفي هذا الخط، يتعقب الكاتب أبرز أحداث القرن العشرين، من اكتشاف القنبلة الذرية، إلى الصراع السوفياتي الأميركي، والثورة الإيرانية والحرب الكورية إلى الحرب الباردة. وبطريقة فريدة، يسرد الكاتب كيف أن ألَن كارلسون نفسه كان وراء جملة من الأحداث التي غيّرت وجه القرن. وعلى سبيل المثال، كان هو الذي حلّ معضلة الكتلة الحرجة في القنبلة الذرية، وهو الذي أنقذ حياة الجنرال فرانكو في الحرب الأهلية الإسبانية، وهو الذي أنقذ تشرشل من الاغتيال في إيران، وتسبب بموت ستالين، وكان السبب وراء منع قيام الحرب بين أميركا والاتحاد السوفياتي ودفهما إلى انتهاج سياسة نزع الأسلحة النووية ومنع الانتشار، وغير ذلك من السمات التي ميزت القرن العشرين بأكمله.

## أنطر أيضًا
- المئوي الذي هبط من النافذة واختفى (فيلم)
- المغامرات العرضية الإضافية للمئوي الذي هبط من النافذة واختفى